# 福州船政局

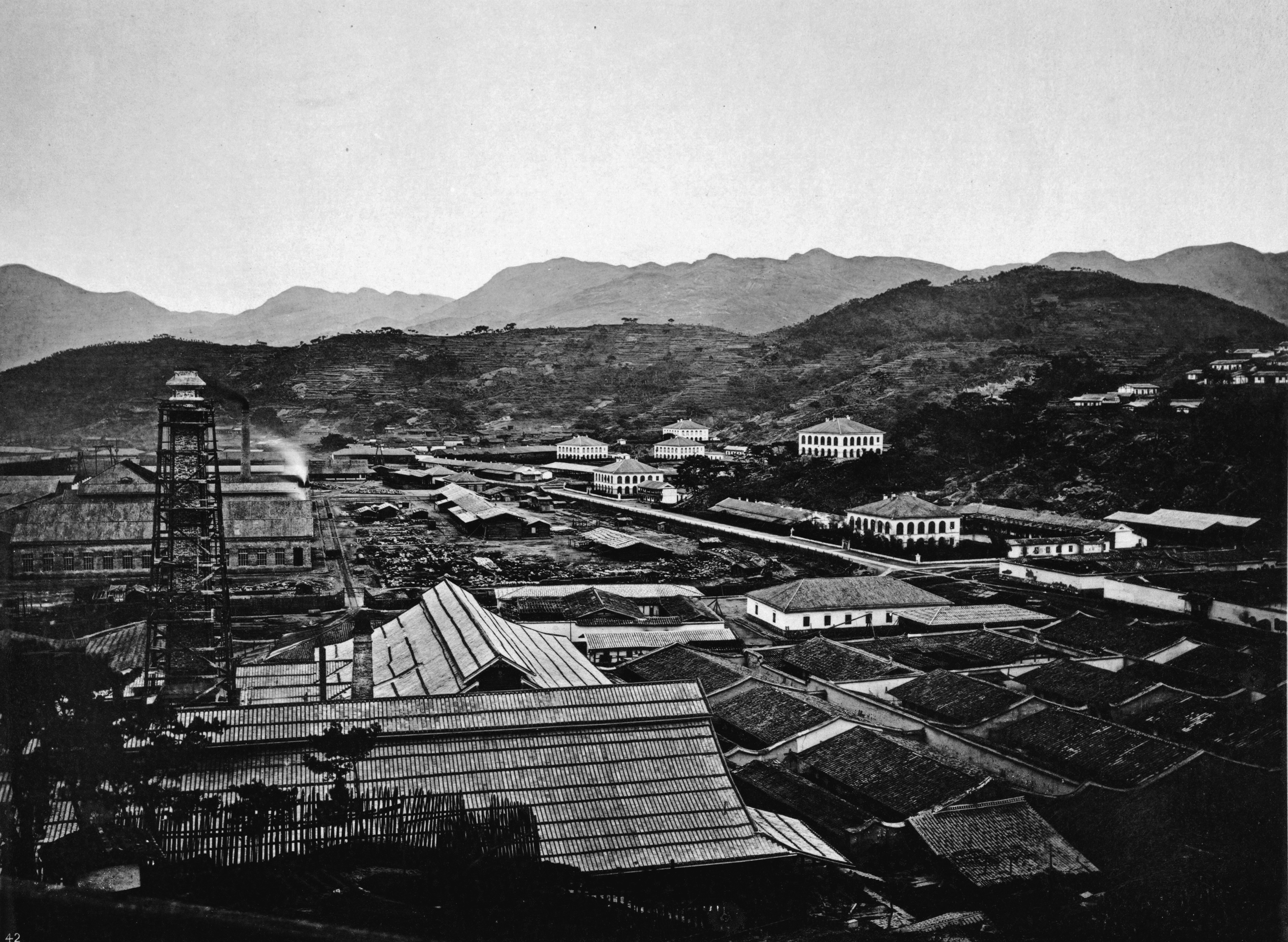
福州船政局（1870年代拍摄）

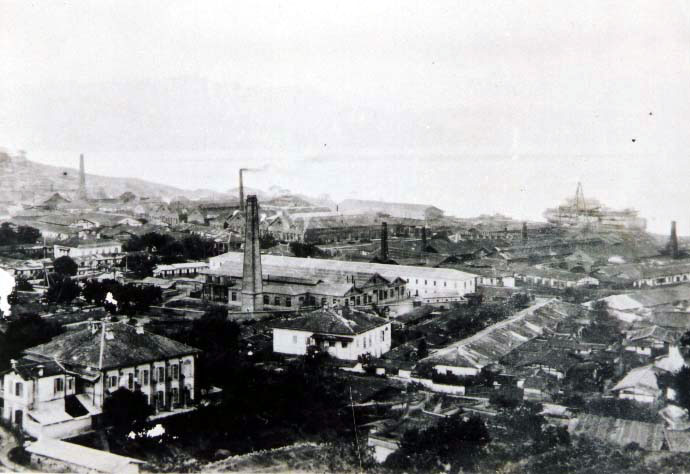
福州船政局（1880年拍摄）

福州船政局，又称福建船政局、马尾船政局，简称闽局、闽厂，是清朝后期为发展近代化海军而在福建福州马尾设立的机构。

## 历史
1866年（清同治五年）8月19日，左宗棠在福州马尾建立福州船政局。9月左宗棠改任陕甘总督，推荐由沈葆桢任總理船政大臣执掌船政局事务。初期委任法国人为监督，并且雇佣法国技师和工头。
福州船政局设有铁厂、马尾造船厂和船政学堂，是中国近代第一个新式造船厂，也是清朝政府经营的最大的造船厂，为洋务运动中具有代表性的中国近代军事工业。从1866年到1907年（清光緒三十三年），共制造各种船舶约40艘。
1918年初，中华民国北京政府海军部在福建船政局马尾造船厂内开办了中国第一个正规的飞机制造厂——海军飞机工程处，从事水上飞机制造，同时监管海军飞潜学校的教学工作。
辛亥革命后的1926年，改称海军马尾造船所。抗日战争时受到严重破坏，生产停顿；战后由国民政府接收。

## 产品
- 平远舰，是福州船政局首次自行设计建造的全钢甲军舰，造价白银524,000两。平远属钢壳巡洋舰，排水量2,150吨，吃水4.4米，航速达10.5节，管带为李和。
- 1919年8月，福州船政局马尾海军飞机制造处制造出中国第一架水上飞机“甲型一号”。
- 在“甲型一号”后马尾海军飞机制造处又造出了双座教练机、海岸巡逻机、鱼雷轰炸机等17架飞机。[3]

## 造币
民国十三年（1924年），海军在福州船政局新船坞内设立福建造币厂，铸造成色不足的劣质辅币“孙头”。民国十九年（1930年）2月，中央银行福州分行函请总行转财政部设法限制福建造币厂铸造劣币的行为；3月3日，福建省政府下令福建造币厂停铸。